# Castell de Litomyšl
El castell Litomyšl és un castell construït a la ciutat de Litomyšl, a la República Txeca; està inscrit a la llista del Patrimoni de la Humanitat de la UNESCO des del 1999. El castell era originàriament d'estil renaixentista italià fortificat, que va ser introduït a l'Europa central durant el segle xvi. El seu disseny i decoració són particularment bons, incloent-hi les característiques barroques afegides a la fi del segle xviii. Conserva intacta la totalitat dels edificis circumdants, que normalment s'associen amb aquest tipus de residències aristocràtiques.